# Cixius stigmaticalis
Cixius stigmaticalis är en insektsart som beskrevs av Melichar 1911. Cixius stigmaticalis ingår i släktet Cixius och familjen kilstritar. Inga underarter finns listade i Catalogue of Life.